# Monastère de Radovašnica
Le monastère de Radovašnica (en serbe cyrillique : Манастир Радовашница ; en serbe latin : Manastir Radovašnica) est un monastère orthodoxe serbe situé à Radovašnica, sur le territoire de la ville de Šabac et dans le district de Mačva, en Serbie. Il est inscrit sur la liste des monuments culturels protégés de la république de Serbie (identifiant no SK 2042),,.
Le monastère, avec son église dédiée à saint Michel et à saint Gabriel, abrite une communauté de moines,.

## Présentation
Le monastère se trouve sur les pentes septentrionales du mont Cer à environ 23 km de Šabac, au milieu d'une forêt de chênes,.
Selon le résultat des fouilles archéologiques conduites sur le site, il aurait été fondé avant l'arrivée des Ottomans au début du XVe siècle et même, pour certains, à l'époque du roi serbe Stefan Dragutin (XIVe siècle),.
L'église, dédiée à saint Michel et à saint Gabriel, est mentionnée pour la première fois en 1541. Au cours de son histoire, le monastère a été brûlé plusieurs fois par les Turcs et encore une fois lors de la Première Guerre mondiale. Il a été restauré en 1929 puis a été dynamité par les nazis en octobre 1941 dans le cadre d'une opération punitive.

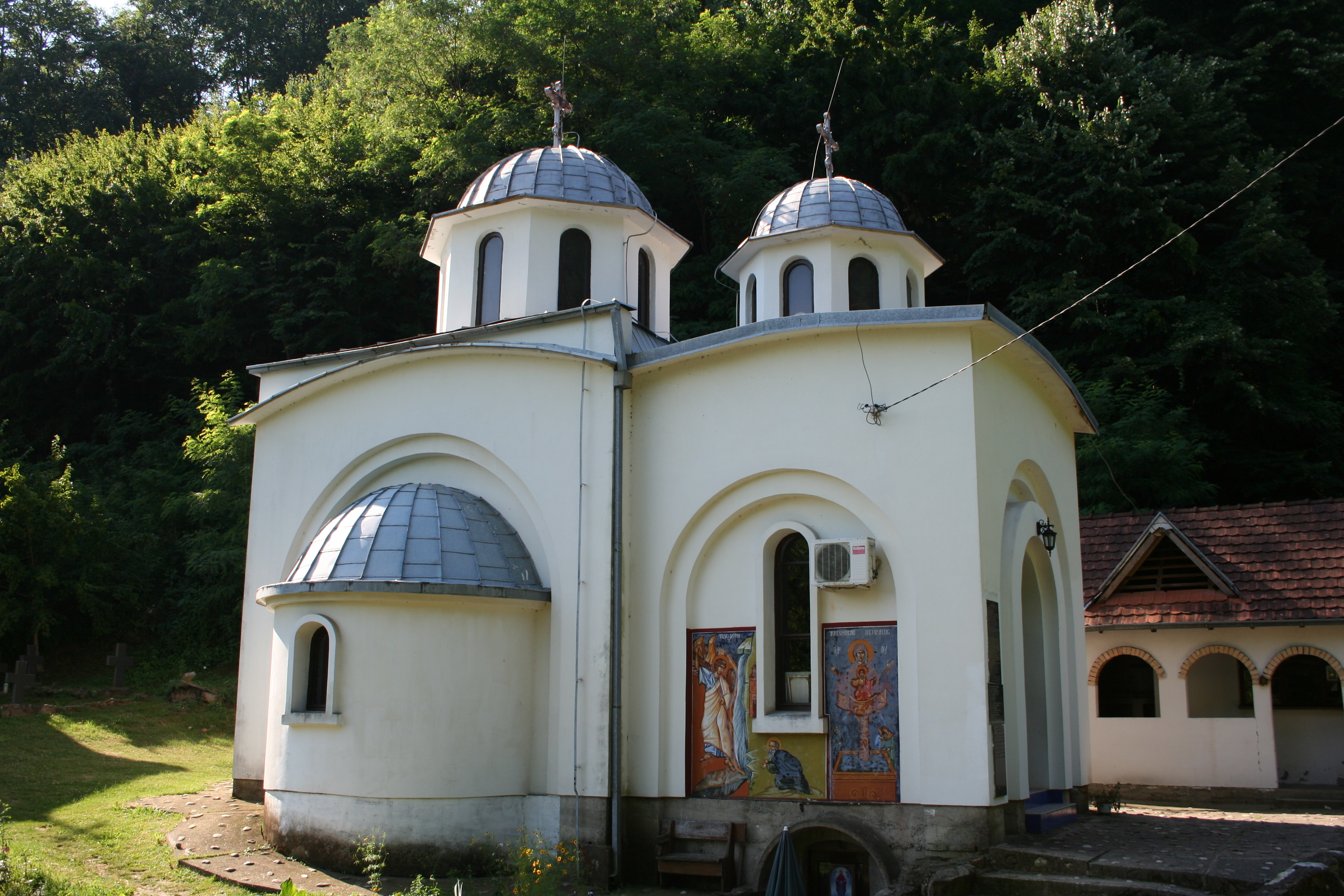
Autre vue de la vieille église.

Des fouilles archéologiques ont été menées en 1991. De la « vieille église », il ne restait que des murs s'élevant de 0,5 m à 1,5 m du sol. L'édifice était construit en pierres et en briques et s'inscrivait dans un plan tréflé ; la nef était prolongée par une abside demi-circulaire et elle était surmonté d'un dôme. De la décoration plastique, il ne restait que des fragments. En revanche, les recherches ont permis de montrer que l'édifice datait de la première moitié du XVe siècle et que, sur le plan architectural, elle était caractéristique de l'école moravienne. La restauration de la « vieille église » a été entreprise en avril 2011, sous le contrôle de l'Institut pour la protection du patrimoine de Valjevo et selon un projet de l'architecte Nada Jovičić.
Dans l'enceinte du monastère se trouve également une chapelle dédiée à la Protection de la Mère de Dieu, construite en 1948 et restaurée en 1987-1988.

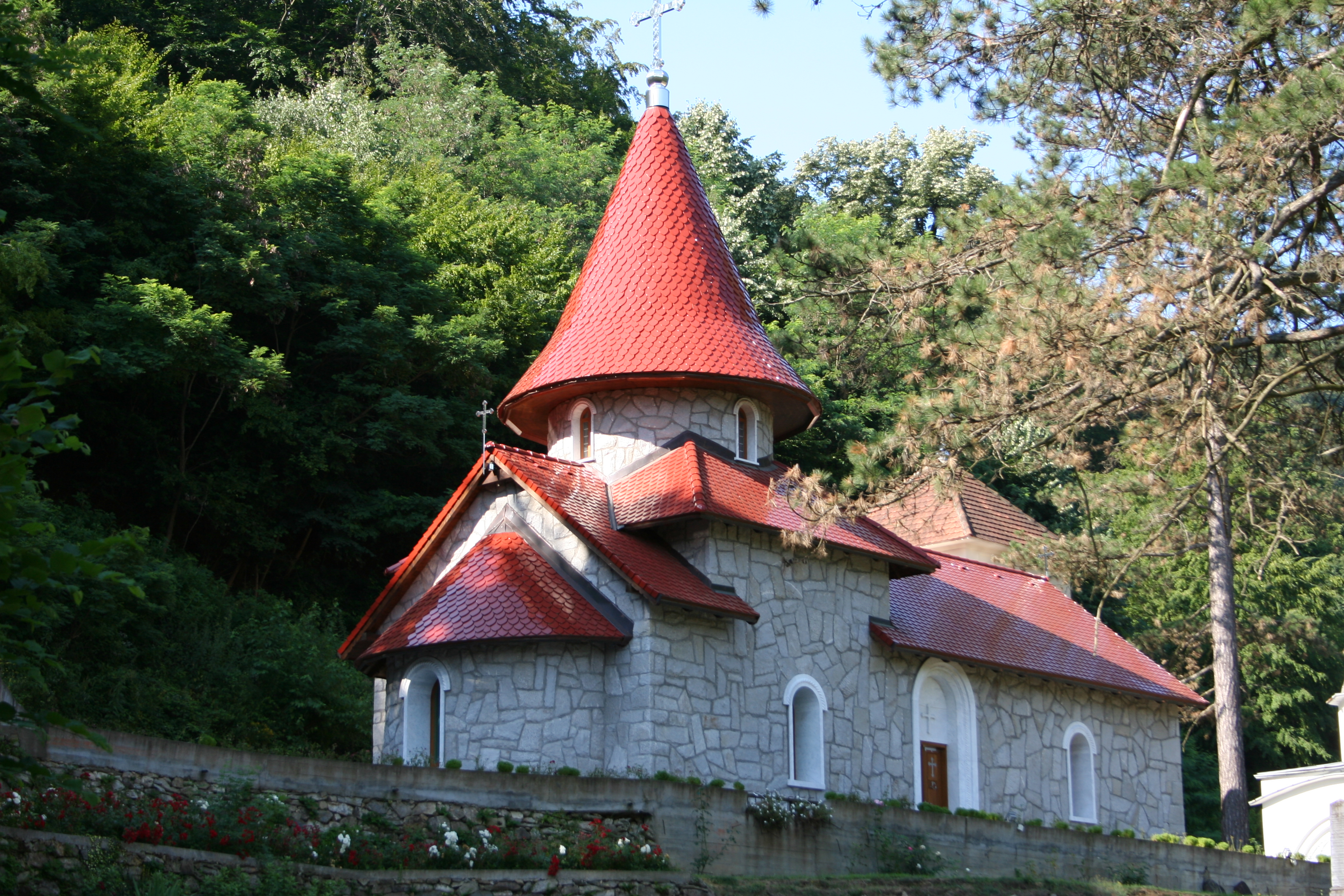
La chapelle de la Protection-de-la-Mère-de-Dieu.